# Pierre-Maurand-Valéry-Joseph Becquet de Mégille
Pierre-Maurand-Valéry-Joseph Becquet de Mégille, né à Lille le 13 janvier 1777 de Pierre Maurand Becquet (1749-1776) et de Marie Victoire Bonnier de Layens (1755-1811), est un ancien maire et sous-préfet de Douai. Il épouse le 7 janvier 1807 à Douai Anne-Marguerite Rémÿ de Campeau (1785-1854). Quatre enfants naissent de cette union. Il meurt le 26 juillet 1837 en son château de Roucourt. Les funérailles eurent lieu le 29 juillet 1837 à Douai et il est inhumé dans la partie du cimetière de Douai qui se trouve sur le finage de Sin-le-Noble.
"Tout ce que notre ville renferme de citoyens honorables et une foule de commerçants accompagnaient la dépouille mortelle de cet homme de bien. Les coins du poêle étaient tenus par MM. Durand d'Elcaourt, ancien Député ; Taffin, membre du conseil municipal ; Quenson, conseiller à la cour royale et Pilate, représentant de l'administration".

## Biographie
- Selon M. de Saint-Allais, il est issu d'une famille originaire d'Angleterre établie dans les Pays-Bas français dont le premier nommé Beaucot alias Becquet vers la fin du XIe siècle. Un de ses aïeux (11e génération) était le frère de Thomas Becket, archevêque de Cantorbéry[3]. Mais, selon Philippe du Puy de Clinchamps, cette famille n'est pas noble et issue de Regnault Becquet, bourgeois de Bapaume en 1489[4]. Quant à Gustave Chaix d'Est-Ange, il écrit que Chérin ne croyait pas à cette origine anglaise[5].
- Au 5e régiment de Hussards, il fit la campagne de Hollande.
- En 1805, il est fait capitaine de la garde nationale de Douai. Il marcha vers Flessingue contre les Anglais à la tête d'une compagnie. À la suite de cette expédition, il fut nommé au grade de chef de cohorte.
- En 1812, il fut nommé adjoint au maire de Douai puis pendant les Cent-Jours ne prit aucune part à l'administration publique.
- Au retour du Roi Louis XVIII, il fut nommé maire de Douai pendant 12 ans de 1816 à 1828. Durant cette période, il fonda plusieurs écoles et permit l'accroissement du musée de la ville.
- Il fut l'un des fondateurs et le président de la Société des amis des Arts de Douai.
- En 1828, il est nommé sous-préfet jusqu'en 1830 où il fut destitué.

## Distinctions
- Chevalier de l'ordre de Dannebrog
- Chevalier de la Légion d'honneur[Quand ?]

## Divers
- Il a été nommé chevalier de la Légion d'honneur ;
- Il a été décoré dans les ordres étrangers de Dannebrog (Danemark) et de l'éperon d'or (Italie) ;
- Un buste de Becquet de Mégille de 1864 du sculpteur André-Louis-Adolphe Laoust est au musée de la Chartreuse de Douai; propriété de la ville ;
- Une rue de Douai porte son nom. Elle est proche de la Scarpe et en limite de Lambres-lez-Douai.